# Pavlivka, Kazanka
Pavlivka (în ucraineană Павлівка) este un sat în comuna Troiițko-Safonove din raionul Kazanka, regiunea Mîkolaiiv, Ucraina.

## Demografie
Componența lingvistică a localității Pavlivka
     Rusă (56,82%)
     Ucraineană (40,91%)
     Română (2,27%)
Conform recensământului din 2001, majoritatea populației localității Pavlivka era vorbitoare de rusă (56,82%), existând în minoritate și vorbitori de ucraineană (40,91%) și română (2,27%).